# Marian Ptak
Marian Józef Ptak (ur. 1950) – polski prawnik, dr hab. nauk prawnych, profesor nadzwyczajny i dyrektor Instytutu Historii Państwa i Prawa Wydziału Prawa, Administracji i Ekonomii Uniwersytetu Wrocławskiego.

## Życiorys
W 1976 ukończył studia prawnicze na Uniwersytecie Wrocławskim. Obronił pracę doktorską, w 1991 habilitował się na podstawie pracy zatytułowanej Zgromadzenia i urzędy stanowe księstwa głogowskiego od początku XIV w. do 1742 r. Otrzymał nominację profesorską. Objął funkcję profesora nadzwyczajnego i dyrektora  w Instytucie Historii Państwa i Prawa na Wydziale Prawa, Administracji i Ekonomii Uniwersytetu Wrocławskiego.